# 蕭幾
蕭幾（491年—？），字德玄，南蘭陵郡蘭陵人，南北朝南齊宗室、南梁官員。南齊曲江康公蕭遙欣之子。

## 生平
蕭幾十歲就懂得文章。他年幼失去父親，有九名幼小的弟弟，十分親愛和睦，在朝廷和民間聞名；他個性溫和，不與他人競爭，貧窮自立而好學，擅長草書和隸書。湘州刺史楊公則是蕭幾父親的舊部下，他每次看見蕭幾就對人說：「曲江康公的兒子可以比得上桓玄啊。」
到楊公則去世，他寫作祭文悼念，當時他十五歲，沈約看到很欣賞他，對蕭幾的舅父蔡撙說：「昨天看到蕭幾為楊公則寫祭文，和蕭放的作品差不遠，才知道蕭遙欣修德有吉慶。」
蕭幾最初任職著作佐郎、廬陵王蕭續的文學、尚書殿中郎、太子舍人、掌管記，遷任庶子、中書侍郎、尚書左丞。年老時崇尚佛教，擔任新安太守，郡內有多山水，他喜歡就遊覽寫作遊記，在任內去世。

## 家庭
- 兒子蕭為（或蕭青），508年生[9]，字元專，有文才，官至太子舍人，永康令[7][8]

## 引用
1. ↑  《梁書·卷十·列傳第四》：（天監）四年，（楊公則）徵中護軍。……疾卒于師，時年六十一。
2. 1 2  《梁書·卷四十一·列傳第三十五》：湘州刺史楊公則，曲江之故吏也。每見幾，謂人曰：「康公此子，可謂桓靈寶出。」及公則卒，幾爲之誄，時年十五，沈約見而奇之，謂其舅蔡撙曰：「昨見賢甥楊平南誄文，不減希逸之作，始驗康公積善之慶。」
3. ↑  《南齊書·卷一·本紀第一》：太祖高皇帝諱道成，字紹伯，姓蕭氏，……南蘭陵蘭陵人也。
4. 1 2  《梁書·卷四十一·列傳第三十五》：蕭幾字德玄，齊曲江公遙欣子也。年十歲，能屬文。早孤，有弟九人，並皆稚小，幾恩愛篤睦，聞於朝野。性溫和，與物無競，清貧自立。好學，善草隸書。
5. 1 2  《南史·卷四十一·列傳第三十一》：（遙欣）子幾字德玄，年十歲便能屬文。早孤，有弟九人，並幼，幾恩愛篤睦，聞於朝廷。性溫和，與物無競。清貧自立，好學，善草隸書。
6. ↑  《南史·卷四十一·列傳第三十一》：湘州刺史楊公則，曲江公故吏也，每見幾，謂人曰：「康公此子，可謂桓靈寶重出。」及公則卒，幾為之誄，時年十五。沈約見而奇之，謂其舅蔡撙曰：「昨見賢甥楊平南誄文，不減希逸之作，始驗康公積善之慶。」
7. 1 2  《梁書·卷四十一·列傳第三十五》：釋褐著作佐郎、廬陵王文學、尚書殿中郎、太子舍人、掌管記，遷庶子、中書侍郎、尚書左丞。末年，專尚釋教。爲新安太守，郡多山水，特其所好，適性遊履，遂爲之記。卒於官。子為，字元專，亦有文才。仕至太子舍人，永康令。
8. 1 2  《南史·卷四十一·列傳第三十一》：位中書侍郎、尚書左丞。末年專尚釋教。為新安太守，郡多山水，特其所好，適性遊履，遂為之記。卒於官。子清，亦有文才，位永康令。
9. ↑  《广弘明集·〈法宝联璧〉序》：中書侍郎、南蘭陵蕭幾，年四十四，字德玄。……舍人、南蘭陵蕭清，年二十七，字元專。

## 延伸阅读
[在维基数据编辑]
 《梁書/卷41》，出自姚思廉《梁書》